# Centraaldoos

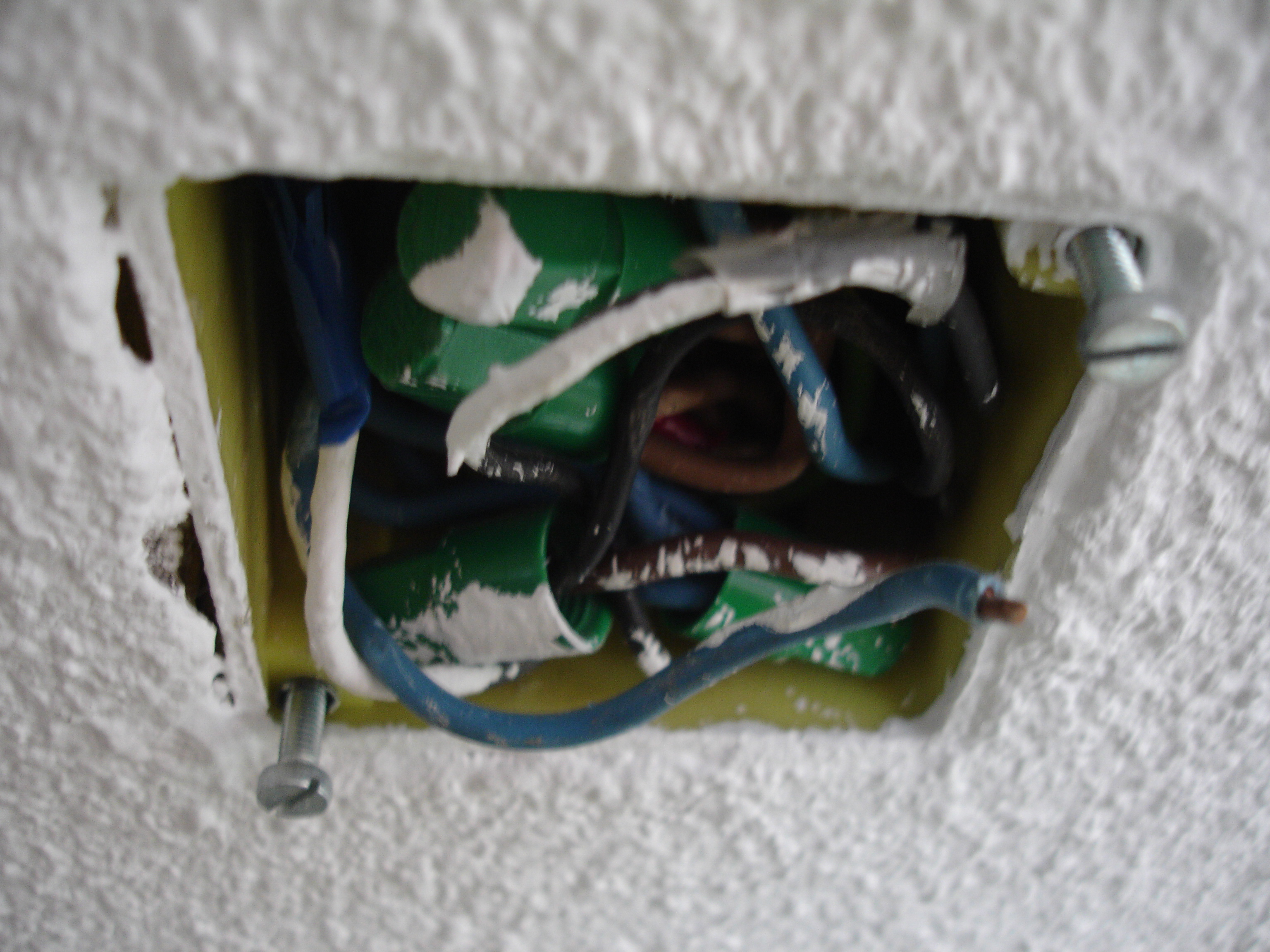
Centraaldoos in plafond, zonder deksel

Een centraaldoos is een ruim bemeten, speciale lasdoos die in elektrische installaties van gebouwen wordt toegepast. Het is het punt waar installatiedraden van voeding, schakelaars en wandcontactdozen met elkaar zijn doorverbonden. De doos bevindt zich gewoonlijk boven een lichtpunt in het plafond.
Centraaldozen hebben acht buisingangen of zijspruiten, deze kunnen in hetzelfde vlak liggen, maar er zijn ook uitvoeringen met vier laag- en vier hoogliggende buisingangen. Voor speciale toepassingen bestaan er ook centraaldozen met spruiten aan de bovenzijde. De dozen kunnen zowel vierkant als rond zijn.

## Centraaldozensysteem
De centraaldoos maakt deel uit van het centraaldozensysteem. Bij dit installatiesysteem lopen vanaf de verdeelinrichting (groepenkast) - leidingen, in groepen verdeeld, naar de op een centraal punt aangebrachte centraaldozen in de vertrekken. Alle in een vertrek aangebrachte schakelaars en wandcontactdozen zijn aangesloten op de centraaldoos die zich in dat vertrek bevindt. Centraaldozen die tot dezelfde (eind)groep behoren, zijn onderling doorverbonden. Het is niet toegestaan centraaldozen van verschillende groepen onderling te verbinden. Er mogen dus nooit installatiedraden van verschillende groepen in één centraaldoos of de daarmee verbonden dozen zijn aangebracht.
Voor de ingevoering van het centraaldozensysteem werden elektrische installaties in woningen volgens het normaaldozensysteem aangelegd. Bij dit systeem worden vanaf een doorlopende hoofdleiding aftakkingen aangebracht die zo dicht mogelijk liggen bij de plaats waar elektriciteit nodig is. Vanaf (traditionele) lasdozen in de toevoerleiding lopen aftakkende buizen naar de schakelaars en wandcontactdozen. Het is een goedkope installatiewijze, waarbij uitbreidingen eenvoudig gerealiseerd kunnen worden. Het is vaak een voor de hand liggende manier om installaties aan te leggen, denk hierbij aan de elektrificering van kelders, schuren, zolders etc.
Het voordeel van het centraaldozensysteem is dat de installatie bedrijfszekerder is, met minder kans op storingen, die bovendien sneller te vinden zijn, daar elke buis zijn eigen bestemming heeft. Ook zijn er geen zichtbare lasdozen, wat in woningen doorgaans gewaardeerd wordt. Nadeel is dat het meer buis en draad kost dan bij het normaaldozensysteem.

## Installatie
In de regel is in elk vertrek van normale grootte op de plaats van het lichtpunt een centraaldoos in het plafond aangebracht. Die is doorgaans in het midden geplaatst en uit het zicht weggewerkt; alleen de dekselzijde aan het plafond is hierbij toegankelijk. Bevindt zich geen lichtpunt aan het plafond, dan moet  de doos in een kast of in de muur, dan wel op een andere goed bereikbare plaats zijn aangebracht. In grote vertrekken worden meestal meerdere centraaldozen aangebracht. Alle in een vertrek gemonteerde schakelaars en wandcontactdozen zijn aangesloten op de centraaldoos die zich in dat vertrek bevindt. De leidingen mogen zowel verzonken als niet- verzonken  worden aangebracht. In kleine vertrekken zoals badkamer en toilet worden dikwijls geen centraaldozen geplaatst, de leidingen voor het lichtpunt en de schakelaar worden hier uit een centraaldoos gehaald vanuit een naastgelegen vertrek.
De afmetingen van een centraaldoos zijn gestandaardiseerd. Aangezien de doos acht spruiten heeft, kan men praktisch in elk vertrek aan de gestelde eisen wat betreft het aantal wandcontactdozen en dergelijke voldoen. Omdat in de centraaldoos alle lassen voor de schakelaars en wandcontactdozen moeten worden ondergebracht, zijn ze ruimer dan de meeste andere lasdozen. Het deksel van de doos is voorzien van een doorvoeropening en een haak. Hieraan kan een verlichtingsarmatuur worden opgehangen, waarbij de doos wordt bedekt. Het deksel is gemonteerd met twee M4 schroefjes met een onderlinge afstand van 8 cm. Bij rechtstreekse bevestiging van een armatuur aan de doos dienen de montagegaten dezelfde maatvoering te hebben. Bij storingen of werkzaamheden aan de installatie, behoeft vaak alleen het armatuur verwijderd te worden.

## Toepassingen

#### Houten plafond/vloer
In een plafond van hout of gipsplaat  gebruikt men centraaldozen welke voorzien zijn van gelijkliggende, dan wel ongelijkliggende zijspruiten. De dozen worden met behulp van latten tussen de balken bevestigd. Plaatst men de leidingen en dozen 'onder' en niet 'tussen' de balken dan spreekt men van 'uitvullen'. Er dient voor gezorgd te worden dat de dekselzijde van de dozen gelijk komt te liggen met het afgewerkte plafond.

#### Betonnen plafond/vloer
Bij stenen of betonnen vloeren past men speciaal voor dit doel ontwikkelde centraaldozen toe. In de betonbouw gebruikt men veelvuldig dozen met acht schuinstaande spruiten, ze worden ‘betondozen’ genoemd. Bij toepassing van deze dozen blijft de onderbreking in het beton tot een minimum beperkt. Bij holle-baksteen- of perforavloeren past men dozen toe die voorzien zijn van vier liggende spruiten en zeven spruiten aan de bovenzijde. Deze dozen worden daarom perforadoos genoemd.

## Gemodificeerd centraaldozensysteem
Centraaldozen maken deel uit van het centraaldozensysteem. In de praktijk is een conventioneel centraaldozensysteem weinig flexibel, uitbreidingen zijn moeilijk realiseerbaar en brengen hoge kosten met zich mee. Door aanpassingen van de voorschriften van NEN 1010 zijn er diverse uitbreidingsmogelijkheden voor het centraaldozensysteem toepasbaar. Het gemodificeerd centraaldozensysteem houdt in dat van een doos achter een wandcontactdoos of schakelaar mag worden afgetakt en in die doos mag worden gelast. Toepassing hiervan leidt tot behoorlijke materiaal- en loonbesparing.
Bij een centraaldozensysteem zijn de volgende uitbreidingen toegestaan:
- Leidingen mogen worden afgetakt van dozen waarin of waarop wandcontactdozen, schakelaars of combinaties van beide zijn aangebracht, mits de afgetakte leidingen dienen voor het aansluiten van maximaal 2 wandcontactdozen zonder, of 1 wandcontactdoos met (rand)aarde. Dat mag alleen op dezelfde wand in hetzelfde, een lager, hoger of belendend vertrek. Bij deze laatste situatie behoeven de dozen niet per se ruggelings te zijn aangebracht. Van een afgetakte wandcontactdoos mogen niet opnieuw leidingen worden afgetakt.
- In een verticaal doorgaande leiding mag een aftakking worden gemaakt ten behoeve van een wandlichtpunt, een wandcontactdoos, een schakelaar of een combinatie van beide. De aftakking wordt gemaakt door een doos in de verticale leiding op te nemen.
- Als een eindgroep uitsluitend wordt gebruikt om wandcontactdozen aan te sluiten, dan mag vanuit de groepenkast een leiding van doos tot doos zijn aangebracht ('doorrijgsysteem').
- Ten behoeve van een elektrische installatie in een vrijstaande berging mag vanuit de woning een aftakking worden gemaakt van een doos waarop of waarin een schakelaar, wandcontactdoos of een combinatie van beide zit.

Belangrijk is met het volgende rekening te houden: aftakkingen mogen alleen in dezelfde wand worden aangebracht, men mag dus niet de hoek om. Wordt een aftakking gemaakt vanuit een inbouwdoos, dan mag daarvoor de ruimte achter in de doos worden gebruikt. Dit is echter alleen toegestaan als er voldoende ruimte is voor de onder te brengen lassen. Om hier aan te voldoen dient men gebruik te maken van extra diepe inbouwdozen. Een normale inbouwdoos is 4 centimeter diep; een inbouwdoos met extra lasruimte 5 cm. In de lasruimte mogen maximaal 2 lasdoppen of lasklemmen met in elk 4 draden, dan wel 3 lasdoppen of- klemmen met in elk ten hoogste 3 draden worden aangebracht.